# Šlapej dál
Šlapej dál je páté studiové album české hudební skupiny Spirituál kvintet, vydané v roce 1985.
Album také vyšlo v letech 1994 a 2004 v reedice u hudebního vydavatelství Sony Music.

## Seznam skladeb
| Pořadí         | Název                     | Délka |
| -------------- | ------------------------- | ----- |
| 1.             | Šlapej dál!               | 2:48  |
| 2.             | Starý příběh              | 3:00  |
| 3.             | Žízeň                     | 3:40  |
| 4.             | Pomlouvají mé jméno       | 1:34  |
| 5.             | Tak jen pojď              | 2:19  |
| 6.             | Kdo svalil kámen náhrobní | 2:56  |
| 7.             | Mlýny                     | 3:01  |
| 8.             | Pískající cikán           | 3:28  |
| 9.             | Nejdelší vlak             | 3:00  |
| 10.            | O smíchu                  | 3:07  |
| 11.            | Na čekané                 | 3:32  |
| 12.            | Správný slovo             | 3:23  |
| 13.            | Válka růží                | 2:58  |
| Celková délka: | Celková délka:            | 38:46 |